# Inter-University Research Institute Corporation
Inter-University Research Institute Corporation (jap. 大学共同利用機関法人, Daigaku Kyōdō Riyō Kikan Hōjin, wörtlich: „Körperschaft für die Zusammenarbeit von Universitäten“) ist eine japanische Körperschaft (des öffentlichen Rechts), die gemäß § 2 Abs. 3 des „Gesetzes über staatliche Universitäten“ (国立大学法人法, engl. National University Corporation Act) gebildet wurde mit dem Ziel, die interdisziplinäre Forschung und Zusammenarbeit zwischen den Universitäten zu ermöglichen. Die Körperschaft umfasst als Dachorganisation wiederum vier Körperschaften, denen einzelne nationale Einrichtungen als juristische Personen angehören.

## Geschichte
Die 1974 gegründete Forschungseinrichtung, die als staatliche Maßnahme bspw. durch die Anschaffung und Instandhaltung von Großrechner- und Messanlagen oder der Sammlung und Erhaltung wertvoller Dokumente und historischer Quellen der Unterstützung und Beförderung insbesondere dann der wissenschaftlichen Forschung dient, wenn die Kosten und Aufwendungen für einzelne Universitäten und Forschungseinrichtungen unzumutbar hoch sind. Die Unterstützung wird entsprechend dem zugrunde liegenden Gesetz nur nationalen, d. h. staatlichen, nicht jedoch privaten Universitäten und Forschungseinrichtungen gewährt. Die Zuteilung der Unterstützung ist in den Ausführungsbestimmungen des Gesetzes nach Einrichtung aufgeschlüsselt. Der Verteilungsschlüssel dient dazu die Forschung in allen Fachbereichen der Natur- und Geisteswissenschaften zu entwickeln.
Neben den landesweiten staatlichen Universitäten und Forschungseinrichtungen dient die Körperschaft auch der Ausbildung von Studenten an der nationalen „Graduiertenuniversität für interdisziplinäre Forschung“ (総合研究大学院大学 Sōgō kenkyū daigakuin daigaku, engl. Graduate University for Advanced Studies). Sie ist zugleich auch Ansprechpartner für die interdisziplinäre Forschung mit privaten Einrichtungen.

## Forschungseinrichtungen
Zur Körperschaft für interdisziplinäre Forschung und Zusammenarbeit gehören:
1. die National Institutes for the Humanities – NIHU („Nationale Forschungseinrichtungen für Geisteswissenschaften“ Stadtbezirk Minato, Tokio) mit
  - dem Nationalmuseum der japanischen Geschichte
  - dem National Institute of Japanese Literature – NIJL („Nationales Forschungsinstitut für japanische Literatur“)
  - dem National Institute for Japanese Language and Linguistics (国立国語研究所, „Nationales Forschungsinstitut für japanische Sprache und Sprachwissenschaft“)
  - dem International Research Center for Japanese Studies („Internationales Forschungszentrum für Japanstudien“)
  - dem Research Institute for Humanity and Nature (総合地球環境学研究所, „Forschungsinstitut für Umweltwissenschaften“)
  - dem National Museum of Ethnology (国立民族学博物館, „Nationalmuseum für Ethnologie“)
2. die National Institutes of Natural Sciences – NINS („Nationale Forschungseinrichtungen für Naturwissenschaften“ Stadtbezirk Minato, Tokio) mit
  - dem National Astronomical Observatory of Japan – NAOJ
  - dem National Institute for Fusion Science – NIFS (核融合科学研究所, „Nationales Forschungsinstitut für Kernfusion“)
  - dem National Institute for Basic Biology („Nationales Forschungsinstitut für biologische Grundlagenforschung“)
  - dem National Institute for Physiological Sciences – NIPS (生理学研究所, „Forschungsinstitut für Physiologie“)
  - dem Institute for Molecular Science – IMS (分子科学研究所, „Forschungsinstitut für molekulare Forschung“)
3. das KEK (Forschungszentrum) (Hochenergie-Beschleuniger-Forschungsorganisation) mit
  - dem Institute of Particle and Nuclear Studies – IPNS (素粒子原子核研究所, „Forschungsinstitut für Teilchen- und Kernphysik“)
  - dem Institute of Materials Structure Science – IMSS (物質構造科学研究所, „Forschungsinstitut für Material- und Werkstoffwissenschaft“)
  - dem Acceletor Laboratory (加速器研究施設, „Teilchenbeschleuniger des KEK“)
  - dem Applied Research Laboratory (共通基盤研究施設, „Einrichtung für Angewandte Forschung“)
4. die Research Organization of Information and Systems – ROIS (情報・システム研究機構, „Forschungseinrichtungen für Informationsverarbeitung und -systeme“) mit
  - dem National Institute of Polar Research – NIPR („Nationales Forschungsinstitut für Polarforschung“)
  - dem National Institute of Informatics – NII (国立情報学研究所, „Nationales Forschungsinstitut für Informatik“)
  - dem Institute of Statistical Mathematics – ISM (統計数理研究所, „Forschungsinstitut für Statistik“)
  - dem National Institute of Genetics – NIG („Nationales Forschungsinstitut für Genetik“)